# Charlevoix-Est
A Regionalidade Municipal do Condado de Charlevoix-Est está situada na região de Capitale-Nationale na província canadense de Quebec. Com uma área de mais de dois mil quilómetros quadrados, tem, segundo o censo de 2006, uma população de cerca de 16 mil pessoas sendo comandada pela cidade de Clermont. Ela é composta por 9 municipalidades: 2 cidades, 4 municípios, 1 freguesias e 2 territórios não organizados.

## Municipalidades

### Cidades
- Clermont
- La Malbaie

### Municípios
- Baie-Sainte-Catherine
- Notre-Dame-des-Monts
- Saint-Aimé-des-Lacs
- Saint-Siméon

### Freguesia
- Saint-Irénée

### Territórios não organizados
- Mont-Élie
- Sagard